# Шах-Дениз
Шах-Дениз (азерб. Şahdəniz) — шельфовое газоконденсатное месторождение в Азербайджане. Расположено на юго-западе Каспийского моря, в 70 км к юго-востоку от Баку. Геологически месторождение относится к Южно-Каспийскому нефтегазоносному бассейну. 
Поставки газа в Европу осуществляются по Южнокавказскому газопроводу, проложенному по маршруту Баку — Тбилиси — Эрзурум и Трансанатолийскому трубопроводу (TANAP), далее по Трансадриатическому газопроводу (TAP).

## Общие сведения
Общие запасы месторождения оцениваются в 1,2 трлн м³ природного газа и 240 млн тонн газового конденсата.
Глубина моря в районе месторождения — от 50 до 650 м. Площадь газоносного района — около 860 км².
Добыча ведётся с платформ «Шах-Дениз Альфа» и «Шах-Дениз Браво».
На июль 2025 года общая производственная мощность «Шах Дениз-1» и «Шах Дениз-2» составляет 28,2 млрд м3 в год (77,2 млн м3 в сутки).
Газ поставляется в Грузию, Турцию, европейские страны. Часть газа поставляется на внутренний рынок Азербайджана.

## Акционеры
Разработка месторождения осуществляется консорциумом, в который входят следующие компании:
- British Petroleum (29,99%) — оператор
- Лукойл (19,99%)
- TPAO[англ.] (19,0 %)
- SGC Upstream (16,02%)
- NICO (10.0%)
- MVM Group[англ.] (5%)

В феврале 2022 года ЛУКОЙЛ приобрёл у Petronas 9,99% доли в месторождении Шах-Дениз. Сумма сделки составила $1,45 млрд. ГНКАР приобрела 4,35 % доли Petronas, и довела размер своей доли до 14,35 %.
5 июня 2024 года венгерская компания MVM Group приобрела у ГНКАР 5 % доли в месторождении.

## Освоение
Углеводородная структура «Шахдениз» была открыта советскими геологами в 1954 году.
4 июня 1996 года было подписано соглашение о разделе продукции между ГКНАР и консорциумом компаний в отношении месторождения Шах Дениз.
Месторождение было открыто в 1999 году.

### 2000-е
Эксплуатация первой скважины глубиной 6,5 тыс. м, пробурённой со стационарной добывающей платформы на глубине моря 105 м, началась 15 декабря 2006 с дебита в 5,6 млн м³ в сутки. Уже через несколько дней добыча была приостановлена из-за обнаружения трещины и утечки газа на скважине вследствие роста пластового давления. Ликвидация этих проблем заняла три недели.
В декабре 2006 года президент Грузии Михаил Саакашвили, чтобы частично отказаться от подорожавшего российского газа, подписал протокол о поставках в 2007 году в Грузию из турецкой квоты с Шах-Дениза 800 млн м³ газа. В то же время Азербайджан в первую очередь планировал компенсировать добываемым здесь газом ожидаемое снижение поставок «Газпрома».
23 января 2007 года добыча газа на скважине была вновь приостановлена из-за увеличения давления в конструкции скважины.
К июлю 2007 на месторождении было добыто 700 млн м3 газа (3 скважины). Из них Азербайджан получил 539 млн м³, Грузия — 100 млн м³, 45 млн м³ использовано на компрессорных станциях нефтепровода Нефтепровод Баку — Тбилиси — Джейхан.

### 2010-е
На конец 2012 года на ГКМ Шахдениз эксплуатировалось 4 скважины.
Начало второй стадии разработки месторождения было намечено на 2016—2017 годы. Общий объём добычи со второй стадии ожидался в 16 млрд м³ в год. На этот газ претендовали разработчики нескольких конкурирующих трубопроводных проектов, планировавших транспортировку азербайджанского газа в Европу — Набукко, Трансадриатический газопровод и ITGI. Планировалось поставлять 6 млрд м³ газа в Турцию, 1 млрд м³ — в Грецию, 1 млрд м³ — в Болгарию и 8 млрд м³ — в Италию. В начале октября 2015 года было заявлено, что поставки азербайджанского газа в Европу начнутся в 2022—2025 годы Кроме того, в поставках газа со второй стадии разработки месторождения были заинтересованы российский «Газпром» и Иран.
На Всемирном экономическом форуме в Давосе в начале 2013 года вице-президент SOCAR Эльшад Насиров сообщил, что SOCAR продлил срок действия контракта по разработке месторождения до 2036 года.
На май 2018 года мощность добывающей платформы на месторождении «Шахдениз» составила 10,9 млрд м3 газа в год или 30 млн м3 газа в сутки, что отвечало стартовым потребностям открытого через месяц Трансанатолийского газопровода (TANAP) для поставок азербайджанского газа в Грецию и Италию. 
Турция свои потребности планировала удовлетворять поставками российского газа по газопроводам «Голубой поток» (15,8 млрд м³ в год) в восточную часть страны и «Турецкий поток» (15,75 млрд м³ в год) — в западную, используя TANAP в основном для транзита азербайджанского газа.

### 2020-е
22 ноября 2021 года началась добыча с пятой скважины.
С начала освоения Шах-Дениз до 1 июля 2022 года было добыто 170 млрд м3 газа, 36 млн тонн газового конденсата. Экспортировано 116 млрд м3 газа.
7 января 2025 года была обнаружена техническая неисправность в подводной линии экспорта конденсата между платформой «Шах-Дениз Альфа» и Сангачальским терминалом. Добыча с платформы «Альфа» была приостановлена. Техническая неисправность была устранена 18 января. 22 января добыча возобновилась.
Планируется строительство новой компрессорной платформы для сбора газа с низким давлением из отдельных пластов с платформ «Альфа» и «Браво». После повышения давления газ будет направляться на Сангачальский терминал.

## Добыча газа
С момента ввода в эксплуатацию месторождения по 1 ноября 2024 года на месторождении добыто 231,9 млрд м3 газа. По 1 сентября 2024 года экспортировано 162 млрд м3 газа.
| Год          | 2020 | 2021 | 2023 |
| ------------ | ---- | ---- | ---- |
| Объём добычи | 18,1 | 23   | 26,2 |

## Добыча конденсата
С момента ввода в эксплуатацию по 1 ноября 2024 года добыто 47,9 млн тонн газового конденсата.
| Год  | Объём добычи |
| ---- | ------------ |
| 2020 | 3,6          |
| 2021 | 4            |
| 2023 | 4,3          |

## Сокращение выбросов
По новому проекту платформа «Шах-Дениз Альфа» сможет получать энергоснабжение с платформы «Шах-Дениз Браво» по подводному кабелю, что значительно сократит выбросы от эксплуатации «Шах-Дениз Альфа». Данный проект разработан в соответствии с глобальной целью для достижения чистого нулевого уровня выбросов к 2050 году.